# ネンジュモ
ネンジュモ（念珠藻）は、ネンジュモ属（学名: Nostoc）に属する藍藻 (シアノバクテリア) のことである。数珠状につながった細胞からなる細胞糸（「ネンジュモ」の名の由来）が多数集まり、共通の寒天質基質で包まれて群体を形成する（図1）。陸上や淡水中に生育し、特にイシクラゲは道路脇や庭など身近な環境でよく見られる。アシツキや髪菜など食用とされるものもいる。

## 特徴
ネンジュモの藻体は、多数の細胞糸（トリコーム trichome）が寒天質基質に包まれた群体からなる。群体はふつう肉眼視できる大きさでときに直径50センチメートルに達するが、顕微鏡下でなければ認識できない微小なものもいる。群体は球形から不定形、ときにマット状や糸状（下図2a, b）。寒天質基質表面はふつう丈夫な外皮 (periderm) となり、平滑なものから凸凹なシワ状なものまである。寒天質基質は湿潤時には吸水してゼラチン状だが、乾燥すると皮革質になる（下図2c, d）。暗緑色、青緑色、黄褐色などを呈する。
基質内の個々の細胞糸は単列、無分枝、不規則に湾曲し、青緑色からオリーブ緑色（下図3a, b）。寒天質基質は無色、ときに黄緑色から褐色を帯びる（下図3）。多数の細胞糸が寒天質基質内に包埋されており、特に藻体表層部で細胞糸が密になっていることが多い。個々の細胞糸は鞘 (sheath) で覆われているが、鞘と寒天質基質の境界はふつう不明瞭であり、若い藻体や藻体周縁部でのみ鞘が黄褐色で顕著なことが多い。細胞糸は等極性（isopolar; 両端が同じ形）であり、１本の細胞糸を通じて太さが変わることはなく、また頂端細胞は特別な形をしていない（下図3）。細胞糸を構成する通常の細胞（栄養細胞）は直径3–7マイクロメートル (µm)、ほぼ球形から短樽形であるため細胞間はくびれ、細胞糸は数珠状になる。栄養細胞は1方向のみに分裂する（多列にはならない）。ときに細胞糸の中間または末端にある細胞が、球形〜樽形の異質細胞（heterocyte, ヘテロシスト heterocyst）になる（異質細胞の有無は窒素養分の量による）（下図3b,c）。アキネート（耐久細胞）は楕円形、ふつうの細胞よりやや大きく厚い細胞壁で覆われ、異質細胞に接した細胞がアキネートになる (apoheterocytic)。アキネートの発芽では、2個の栄養細胞が形成される。
生殖様式は多様であり、単純な分断、滑走運動能をもつ比較的長い連鎖体（ホルモゴニア）の形成、アキネート形成などによって増殖する。群体は単一のトリコームから形成されるが、群体の分断化によっても増殖する。
カロテノイドとしては、ゼアキサンチン、カロキサンチン、ノストキサンチン、エキネノン、カンタキサンチン、ミクソールグリコシド (myxol glycoside)、2-ヒドロキシミクソールグリコシド (2-hydroxymyxol glycoside)、β-カロテンをもつことが多い。

## 生態
ネンジュモ属は淡水または陸上に生育し、基質に付着している。湖沼や河川、水田では泥上や岩、水生植物に付着し、陸生の種は土壌や芝生上に生育する。砂漠や極地などに生育するものもおり、特にこのような環境では生産者や窒素固定者として生態的に重要であると考えられている。
淡水生のネンジュモ属の藻体に、ユスリカ（ツヤユスリカ属 Cricotopus）の幼虫が内生する例が知られている。
他の生物の体内に共生しているネンジュモ類も多く知られている。地衣類（下図4a）やゲオシフォン（グロムス亜門; 下図4b）に共生しているネンジュモは、光合成産物を宿主に供給している。一方、ウスバゼニゴケ科（下図4c）やツノゴケ類（下図4d）、ソテツ類（下図4e）、グンネラ（下図4f）に共生するネンジュモは、窒素固定の産物を宿主に供給している。ただしこれら共生性のネンジュモの中には、近年のネンジュモの分類学的再整理（下記参照）に基づいて別属に分類すべきものも含まれる。

## 人間との関わり

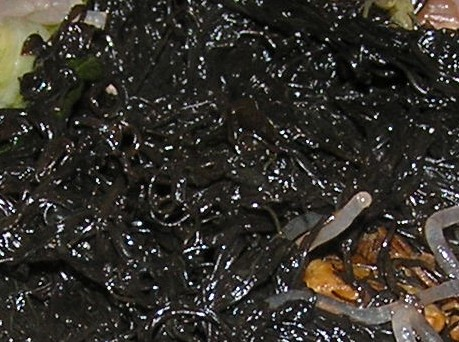
5. 髪菜

ネンジュモ属の藻類は古くから食用とされ、日本、中国、モンゴル、シベリア、タイ、ジャワ島、フィジー、メキシコ、エクアドル、ペルーなどでその報告がある。髪菜 (Nostoc flagelliforme) は中国で高級食材とされてきたが、その乱獲が環境破壊を招いたため、2000年から採取・販売禁止とされている（図5）。他にも葛仙米 (N. sphaeroides)、アシツキ (N. verrucosum)、イシクラゲ（N. commune) なども食用とされることがある。

## 分類
15世紀の錬金術師であったパラケルススは、Nostrhyl と Nasenloch（どちらも「鼻孔」を意味する古い英語とドイツ語）から Nostoch という言葉をつくり、これがネンジュモの属名である Nostoc の語源となった。
ネンジュモ属は古くからよく知られた藍藻であり、200種以上が記載されている。寒天質基質に包まれた群体を形成する点で類似属とは区別される。ただし分子系統学的研究からは、古典的な意味でのネンジュモ属が多系統群であることが示されている。そのため、ネンジュモ属の一部、またはネンジュモ属に似た藍藻に対して、分子系統学的研究に基づいて Mojavia、Desmonostoc、Halotia、Komarekiella、Aliinostoc、Compactonostoc、Minunostoc など多数の属が新設されている。

## ギャラリー

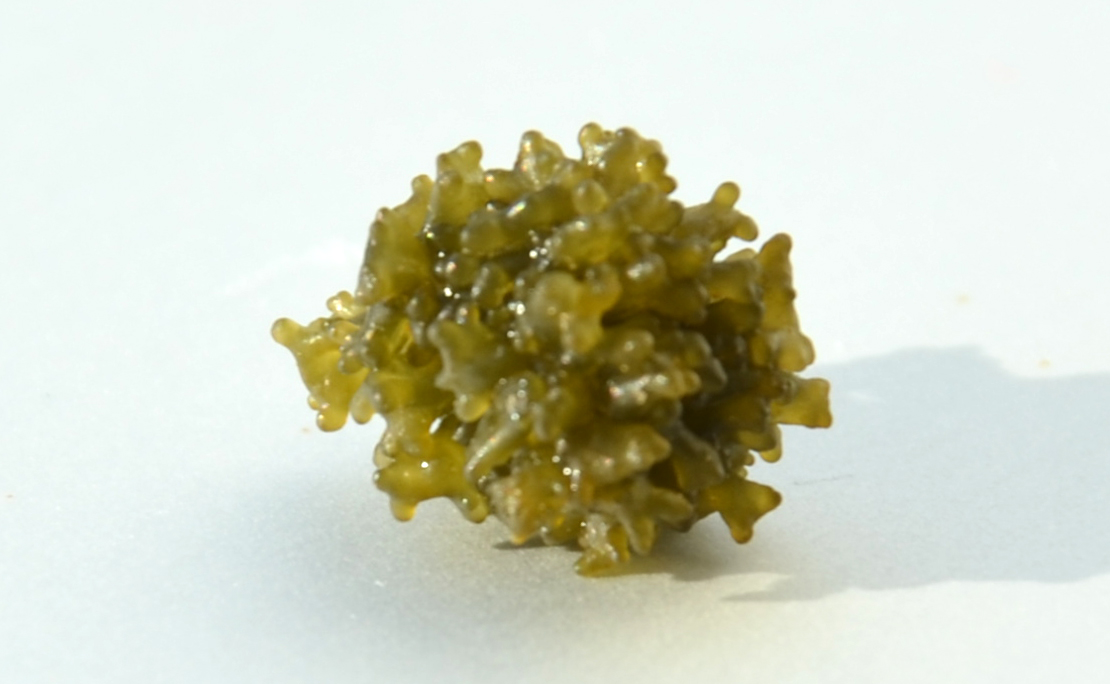
ネンジュモ属の1種
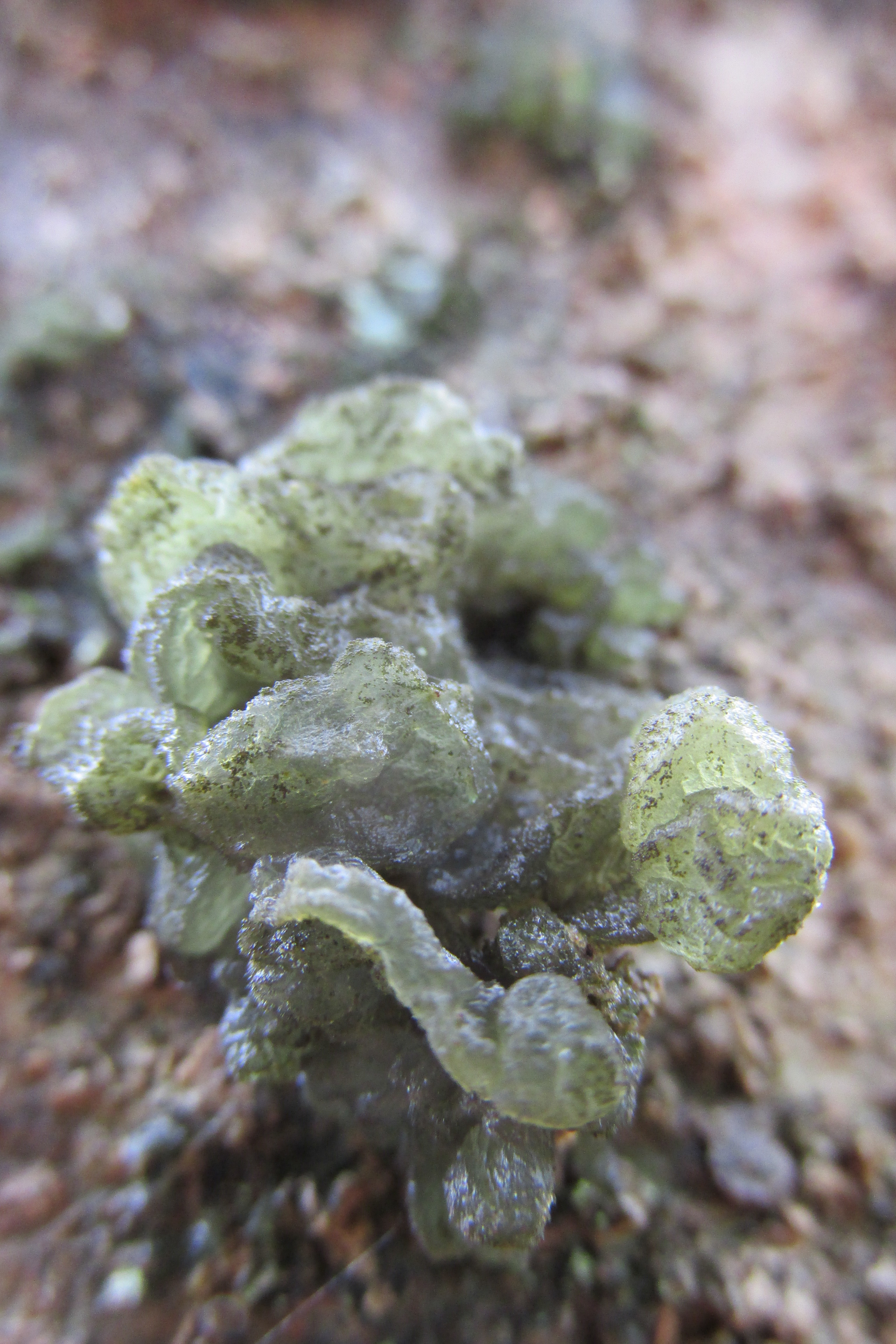
ネンジュモ属の1種
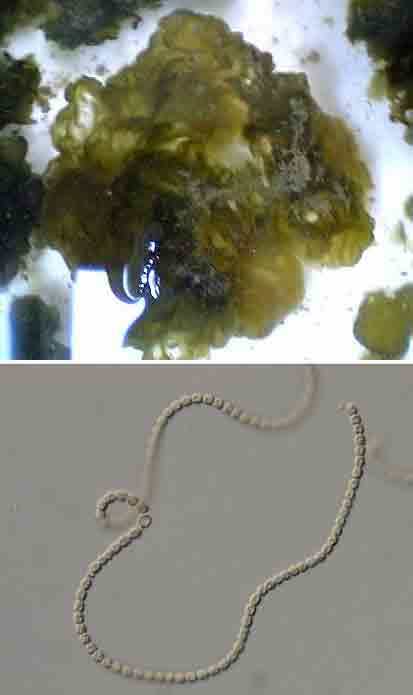
アシツキ
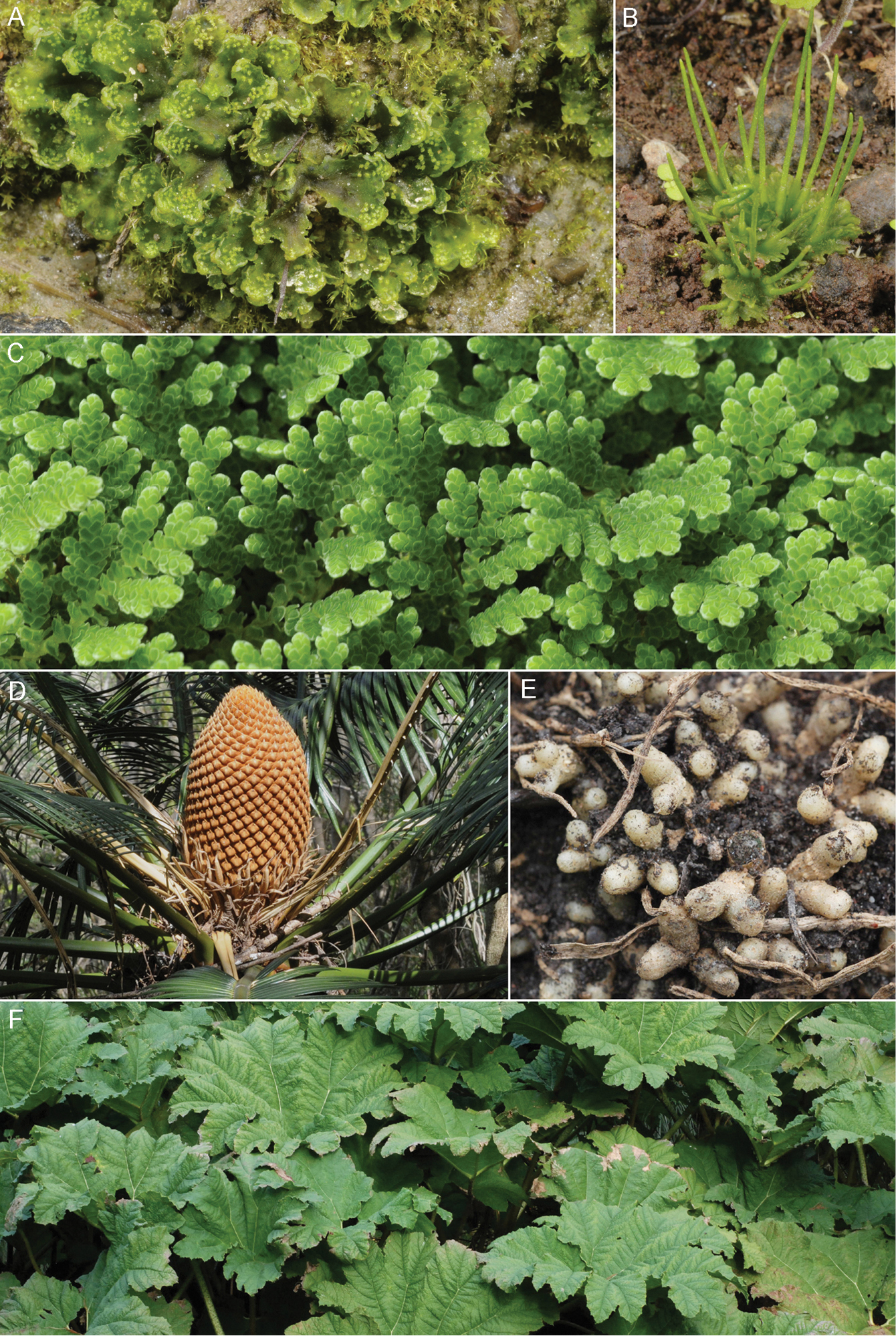
ネンジュモと共生する植物 (2段目のアカウキクサ属を除く)
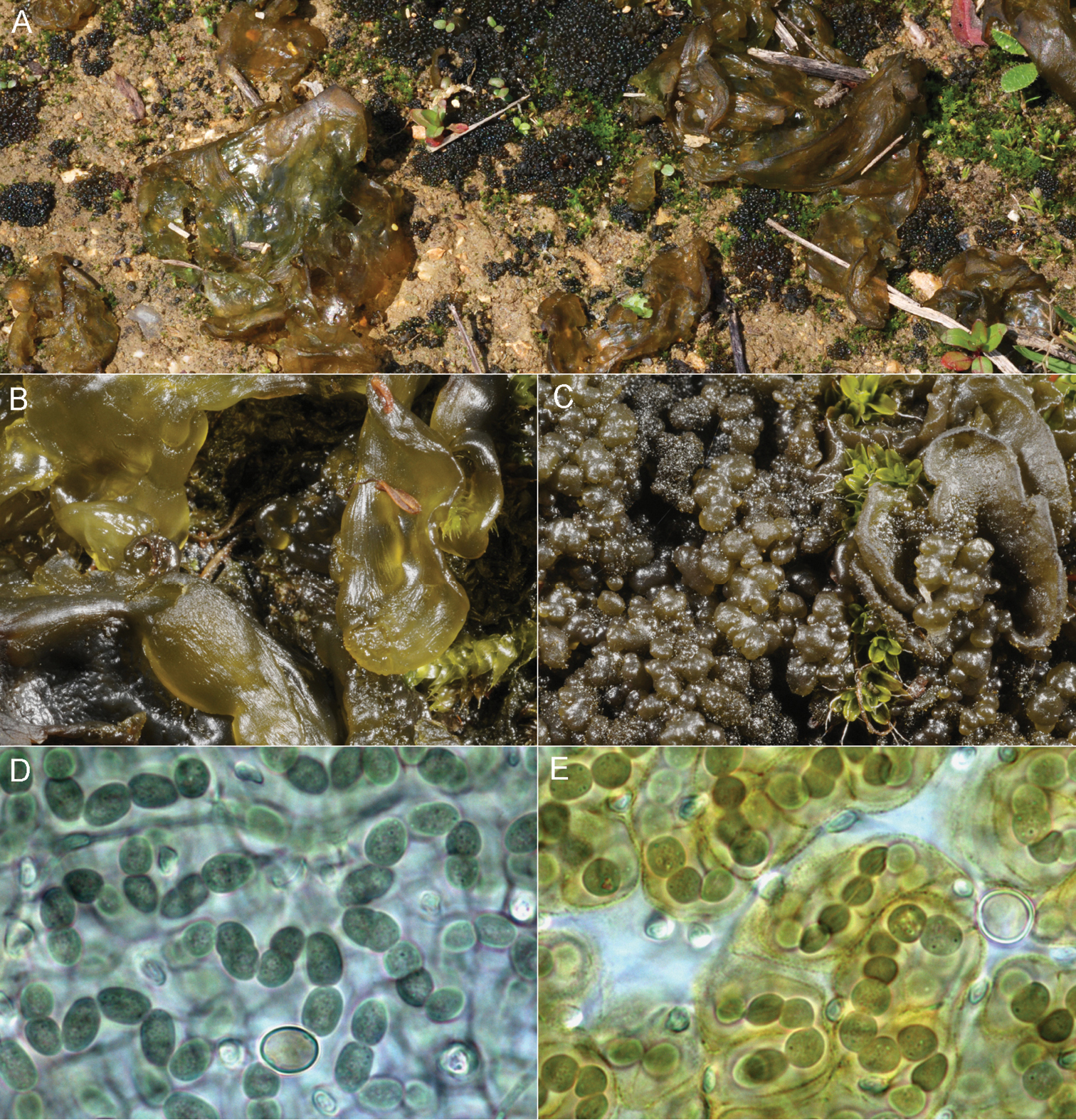
自由生活性および地衣共生性のネンジュモ
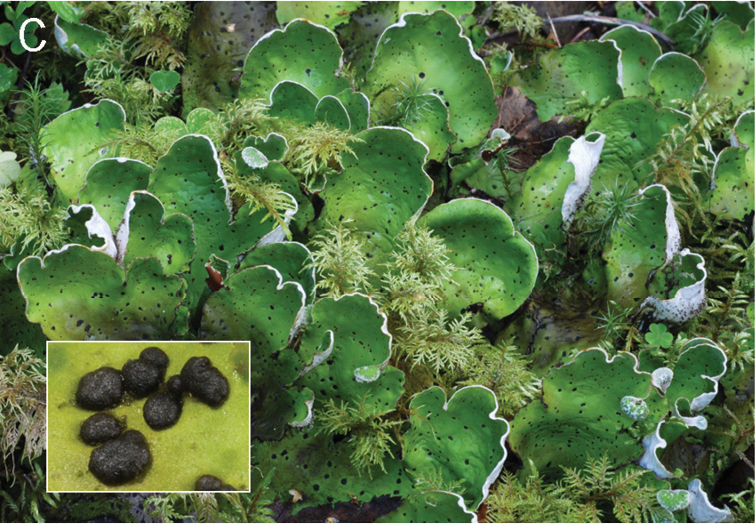
緑藻とネンジュモを共生藻とする地衣